# Pandora's Tower
Pandora's Tower, también conocido como Pandora's Tower: Until I Return to Your Side (パンドラの塔　君のもとへ帰るまで Pandora no Tō: Kimi no Moto e Kaeru Made?), es un videojuego de categoría RPG desarrollado por la compañía japonesa Ganbarion, Nintendo y publicado por Nintendo para la videoconsola Wii. Su fecha de lanzamiento fue el 26 de mayo de 2011 en Japón y el 13 de abril de 2012 en Europa. La distribuidora Xseed Games ha confirmado la publicación de este juego en América para el 16 de abril de 2013 y América para Éxito del Operation Rainfall.

## Desarrollo
Pandora´s Tower fue mostrado por Satoru Iwata por primera vez en la tercera reunión financiera trimestral de Nintendo en enero de 2011. Nintendo lanzó el sitio oficial de este juego en Japón en primavera de 2011. En el sitio hay una voz femenina que dice: "Morir siendo bella o vivir siendo fea, ¿Qué te haría más feliz?" (死んで綺麗になるのと、醜くても生きてるのって どっちが幸せなんだろうね？, Shinde kirei ni naru no to, minikukute mo iki teru no tte. Dotchi ga shiawasena ndarou ne?). El 5 de abril de 2011, el primer tráiler fue mostrado en internet. Los detalles acerca del argumento y los personajes fueron mostrados en abril de 2011. La revista japonesa Famitsu confirmó a Ganbarion como el desarrollador y la fecha de lanzamiento en mayo en Japón. El sitio oficial fue actualizado para mostrar un nuevo tráiler del juego y la fecha de lanzamiento oficial.

## Argumento
El argumento se centra en los personajes Aeron y Helena, Helena vive en el reino de Eliria mientras que la patria de Aeron es Atos, entre estos dos reinos se ha fraguado una paz de dos años, viviendo de momento juntos y en armonía. Helena es elegida para cantar en el festival de la cosecha del reino de la cual muy emocionada, en el día del festival, Aeron va a escondidas entre la multitud para ver a su amada cantando pero de repente aparece desde su espalda una extraña marca que la convierte en una bestia en ese momento, Aeron va tras la pista de ella que la encuentra inconsciente en medio de las calles derrumbadas, de la nada aparece Mavda, diciendo que es otra muchacha condenada por la marca de la bestia, que decide ayudarles a los dos a escapar hacia la Cicatriz, un territorio de tierra vacía que está sujeto por cadenas que están dirigidas por las Trece Torres. En el observatorio en el que se refugian, Mavda les explica como romper la maldición: deberá comer las 13 carnes de los 13 amos, custodiados en las 13 torres y encerrados bajo las cadenas de la raza Vestra, Aeron deberá usar la Cadena de Oraclos, un arma legendaria de la raza vestra (a la que pertenece Mavda) para obtener la carne de los amos que viven en las trece torres.

## Vínculo
A medida que Aeron viaja a través de las torres, tiene que evitar que Helena se transforme en bestia.  Para frenar la maldición Aeron debe llevar constantemente carne de monstruos pequeños, esto hará que su vínculo aumente, mientras mejor relación tenga Aeron con Helena mejor será el final del juego, el vínculo aumenta cuando hablas con Helena o haciéndole regalos como vestidos, accesorios o plantas.

## Finales
Existen 6 finales en el juego, dependiendo del vínculo que tenga Aeron con Helena el final será mejor o peor
Final E-Game over: El final más fácil, si dejas que el tiempo se agote y vuelves al observatorio Aeron encontrara todo el lugar destruido, y se lamenta de no llegar a tiempo, un instante después la bestia Helena lo asesina, todos los monstruos liderados por ella, hacen caer todas las naciones de Helicon.
Final D-Cadena rota: Este final se obtiene si Aeron tiene menos de 2 puntos de afinidad con Helena después de la novena torre, Helena atacara a Aeron y empezara a convertirse en bestia, esta le dice a Aeron que si termina su transformación ya no sería ella y le pide a Aeron dispararle la cadena, Aeron estará a su lado con su cuerpo sin vida mientras le hace la promesa de Aios.
Final C-Seguimos juntos: Este final se obtiene si Aeron tiene de 2 a 3 puntos de afinidad con Helena, después de derrotar al proyecto zero en el patio del observatorio, los soldados de Eliria llegaran a las torres y tomaran de rehenes a los dos, Aeron será convertido en soldado de eliria y proyecto zero será utilizado para poner fin a la guerra contra Atos.
Final B-Todo por ti: Este final se obtiene si Aeron tiene de 4 a 5 puntos de afinidad con Helena, después de derrotar a proyecto zero en la última torre, Helena volverá a la normalidad, pero no se curó completamente de la maldición, por lo que decide tirarse al precipicio de la cicatriz. Mientras Mavda destruye las torres, Helena y Aeron hacen la promesa de Aios (etrelazar sus dedos) y Helena se tira al vacío mientras la cicatriz se sella para siempre.
Final A-Siempre Juntos: Este final se obtiene si Aeron tiene de 6 a 7 puntos de afinidad con Helena, es similar al final B pero en este Aeron le dice que si se lanza al vacío lo hará con ella; mientras Mavda destruye las torres, Aeron y Helena hacen la promesa de Aios y ambos se lanzan juntos al vacío. Aeron le dice que nunca se separará de ella, la cicatriz se sella para siempre.
Final S-Vinculo Eterno: Este final se obtiene si Aeron tiene de 8 a 10 puntos de afinidad con Helena, el mejor final del juego, después de derrotar a proyecto zero, Helena vuelve a la normalidad y es libre de la maldición, pero proyecto zero toma la forma de un monstruo ¨Zeron¨ y persigue a todos por la torre, Helena es arrojada al vacío pero Aeron usa la cadena para rescatarla mientras ambos ven como Zeron se desploma al abismo. Mavda se encarga de destruir las torres con la ayuda de la cadena de oraclos y todos vuelven a Eliria. Mavda escribe una carta al gobernador diciéndole que descubrieron las armas biológicas que dejaron abandonadas hace 50 años y esto pone fin a la guerra entre Atos y Eliria, el gobernador les cede el terreno donde antes estaba la cicatriz a los vestra y así Helicon tiene 10 naciones por primera vez. Aeron y Helena ahora viven felices en un pueblo, al final se ve cómo Helena canta y Aeron está sentado admirando el paisaje

## Personajes
Sólo hay tres personajes dignos de mención:
- Aeron (Ende): El protagonista del juego. Un joven de 22 años y un soldado de Atos, al estar herido en la guerra de atos contra helicón, es rescatado de la muerte por helena y su familia delante de su casa, de quien se enamora a primera vista. Es muy callado pero sus sentimientos hacia Helena se delatan en su mirada. Él está dispuesto a todo por liberar a Helena de la maldición que incluso se adentraría en las trece torres para obtener la carne de los 12 amos para poder romper la maldición de su amada y así no se transforme en una bestia.

- Helena (Ceres): Una joven de 18 años elegida para cantar en el día del festival de la cosecha del reino, pero a la mitad de su canción, le aparece de la nada la maldición de la bestia e intenta huir del reino para después ser encontrada inconsciente en medio de las calles destrozadas por Aeron, ella está profundamente enamorada de Aeron e intenta ser fuerte y valiente en esta situación que incluso resiste a la maldición para estar junto a él, siempre se preocupa de su joven amado de los peligros que corre por su maldición, que desea que le haga la promesa de Aios, siendo una fuerte creyente de esta religión llamada Los Principios de Aios que lo curioso es que no permite comer carne de cualquier ser vivo.

- Mavda (Graiai): Una comerciante miembro de la raza vestra que ayuda a Aeron y Helena a escapar del ejército de soldados, llevándoles al observatorio y ayudando con información sobre la maldición de Helena, le da como obsequio para la salvación de su amada a Aeron la Cadena de Oraclos, que permite coger objetos, sujetarse y columpiarse y Dañar a las criaturas, e incluso lo que tenemos de vínculo hacia la joven Helena, que nos servirá para cambiar el final de esta historia. A su espalda porta un extraño ser esquelético metido dentro de un caldero, que es su marido, nos puede ayudar para crear objetos.

## El Éxito de Operation Rainfall
Una campaña de fan llamado Operation Rainfall comenzó el 24 de junio de 2011 a persuadir a Nintendo of America para localizar el juego junto con Xenoblade Chronicles y The Last Story. Nintendo of America escribió en Facebook: "no hay planes para traer estos tres juegos, incluyendo Pandora's Tower a América del Norte en este momento." Las precipitaciones de Operation Rainfall trataron de lanzar Pandora's Tower a los mismos editores, recibiendo donaciones por los fanes para que se cumpliera. Nintendo of America hizo público uno de los tres juegos: Xenoblade Chronicles aunque esto quedó muy inusual, ya que el juego se vendió en pocas tiendas de Gamestop minorista. Al final, "The Last Story" y "Pandora's Tower]" fueron publicados por Xseed Games. Pandora's Tower salió en Norteamérica en la primavera de 2013, desarrollado por Nintendo.